# Genealogia genètica

Cadascun dels 23 parells de cromosomes que formen el genoma humà consta d'un cromosoma provinent del pare i d'un de la mare. Cadascun dels cromosomes dels parells 1 al 22 són una mescla de fragments d'ADN heretats d'avantpassats de diferents branques, mentre que el parell 23 segueix unes regles de transmissió particulars.

La genealogia genètica és l'ús combinat de la genealogia tradicional i l'anàlisi de l'ADN per tal de determinar el grau de parentesc entre dos individus i trobar avantpassats comuns, així com establir l'etnicitat ancestral.
La informació genètica que conté l'ADN, provinent dels diferents avantpassats, permet relacionar dos individus a través d'un avantpassat comú i establir-ne el grau de parentiu, comparar i complementar informació, etc. Segons la part de l'ADN que s'estudiï, es pot extreure diferent informació. Des d'aquest punt de vista, existeixen tres tipus principals de proves genètiques, cadascuna de les quals aporta diferent informació genealògica.
- L'anàlisi dels 22 parells d'autosomes, formats per fragments d'informació genètica provinent dels avantpassats de totes les branques, permet trobar cosins genètics de generacions relativament properes.
- El cromosoma Y, particular dels homes i transmès de forma gairebé íntegra al llarg de les generacions de pare a fill, permet traçar la línia masculina d'un individu.
- La petita seqüència d'ADN continguda als mitocondris s'hereta de la mare i permet investigar la línia materna, de forma similar al cas del cromosoma Y.

Mitjançant la comparació de l'ADN amb col·leccions de mostres de referència de diferents orígens geogràfics, es poden assignar segments de la seqüència genètica a una regió geogràfica del món i fer una estimació ètnica o biogeogràfica de l'ascendència de l'individu.

## Història

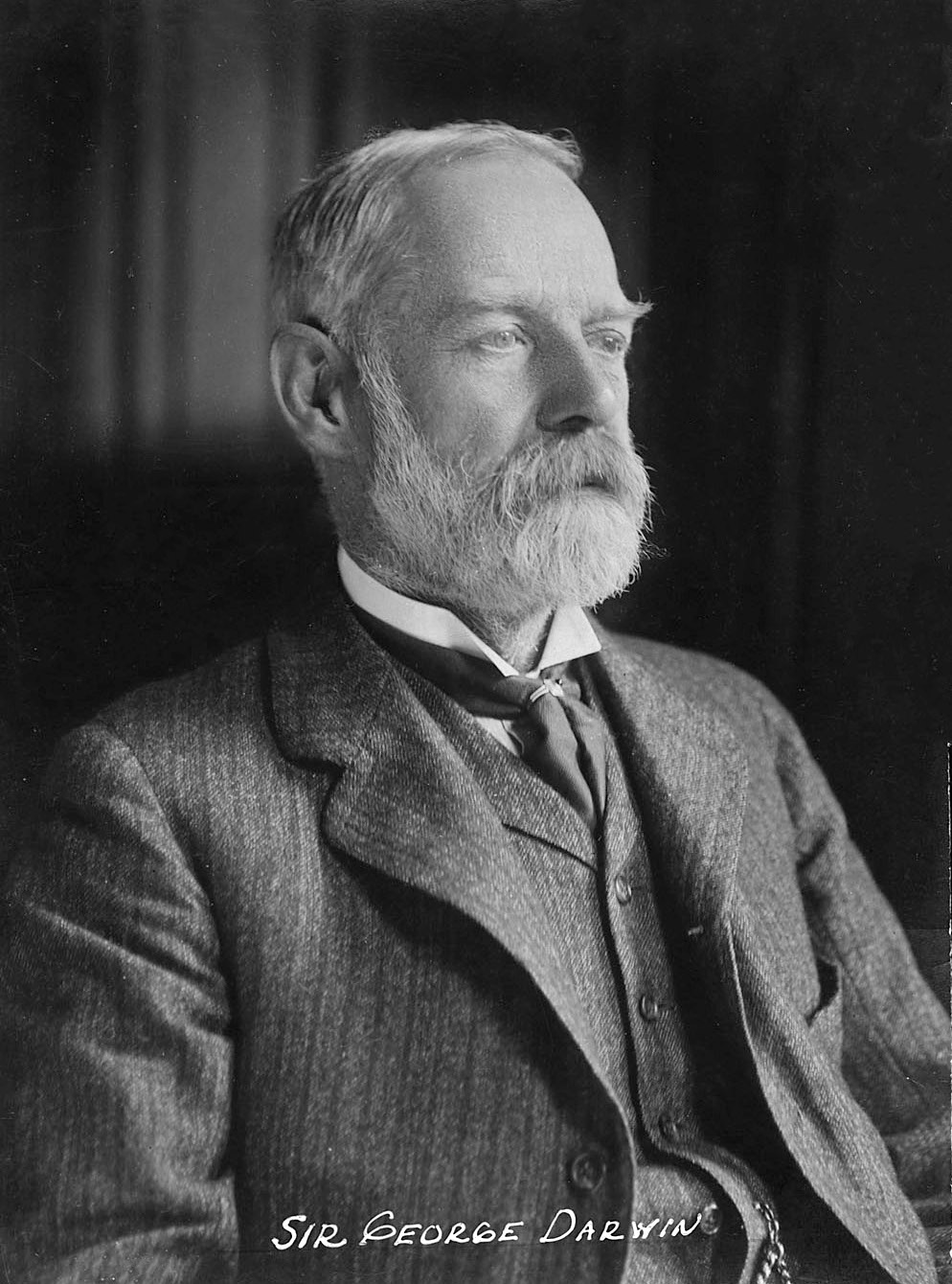
George Darwin, fill de Charles Darwin, fou el primer en estimar la freqüència dels matrimonis entre cosins germans.

Es pot dir que la investigació de cognoms en genètica es remunta a George Darwin, fill de Charles Darwin. El 1875, George Darwin va estimar la freqüència dels matrimonis entre cosins germans i va calcular la incidència del matrimoni entre persones del mateix cognom (isonímia). Va arribar a una xifra entre el 2,25% i el 4,5% de matrimonis entre cosins a la població de Gran Bretanya, més alta entre les classes altes i més baixa en la població rural general. En treballs posteriors també s'empraven els cognoms com a marcadors en l'estudi de consanguinitat i relació genètica entre poblacions. A partir de la dècada de 1990, els progressos en genòmica van permetre realitzar aquest tipus d'estudis emprant l'anàlisi de l'ADN.
El doctor Karl Skorecki, un uròleg canadenc d'ascendència jueva asquenazita, estava sorprès pel fet que un col·lega jueu sefardita, Cohen com ell, fos físicament molt diferent. La tradició jueva diu que tots els Cohen (i els cognoms que se'n deriven) descendeixen del sacerdot Aaron, germà de Moisès. Skorecki pensava que si realment eren els descendents d'un sol progenitor, haurien d'haver heretat la mateixa quantitat de marcadors genètics i podrien haver mantingut alguns trets comuns. Per posar a prova aquesta idea, es va posar en contacte amb el professor Michael Hammer de la Universitat d'Arizona, investigador en genètica molecular i pioner en la recerca sobre el cromosoma Y. La publicació de les seves troballes a la revista Nature el 1997 va crear una onada de protesta en cercles científics i religiosos. La probabilitat de trobar un marcador determinat era més elevada en homes jueus descendents de les famílies dels sacerdots que en la resta de la població jueva. Aparentment, una línia comuna s'havia preservat estrictament durant milers d'anys. D'altra banda, els resultats van mostrar que les ruptures de la línia masculina (falses paternitats) eren poc freqüents.
El primer a provar aquest nou mètode de cerca per als cognoms va ser Bryan Sykes, un biòleg molecular de la Universitat d'Oxford. L'estudi del seu cognom Sykes va obtenir resultats positius amb l'assaig de només quatre marcadors del cromosoma Y. Va demostrar que la genètica podria convertir-se en una eina interessant al servei de la genealogia i la història.
L'abril de 2000, l'empresa Family Tree DNA va realitzar les primeres ofertes comercials de proves genètiques per a la genealogia. Va ser la primera vegada que es va verificar una teoria dels cromosomes Y individuals fora d'un estudi universitari. A més, el concepte d'un estudi dels cognoms de Sykes, que havia estat adoptat per diversos investigadors universitaris fora d'Oxford, es va estendre als projectes sobre cognoms (una forma inicial de xarxa social) i aquests esforços van ajudar a difondre aquest nou coneixement a genealogistes innovadors arreu del món.
El 2001, Sykes va escriure el llibre Les set filles d'Eva, en el qual va definir els set grans haplogrups d'ancestres europeus. L'èxit del llibre al públic, juntament amb l'augment de l'accessibilitat de les proves d'ADN per a la genealogia, va generar ràpidament un èxit creixent en la genealogia genètica, especialment en els països anglosaxons, mentre que en altres països eren més reticents i poc freqüents. El 2003, la utilitat de les proves d'ADN per als cognoms va ser confirmat oficialment per un article de Jobling i Tyler-Smith a Nature Reviews Genetics. La demanda de proves i el nombre d'empreses que n'oferien va augmentar considerablement.
Un altre pas en el reconeixement de la genealogia genètica va ser el Projecte Genogràfic. Es tracta d'un projecte de recerca iniciat el 2005 per National Geographic i IBM, en associació amb la Universitat d'Arizona i Family Tree DNA. Encara que el seu objectiu és principalment antropològic i no genealògic, la venda per al projecte de més de 350.000 kits d'anàlisi al públic l'abril de 2010, va permetre provar dotze marcadors STR del cromosoma Y, o bé mutacions en la regió HVR1 de l'ADN mitocondrial. Això ha augmentat el coneixement públic de la genealogia genètica. Les vendes anuals d'assaigs de totes les empreses i laboratoris s'estimen en 60 milions de dòlars (2006).

## ADN autosòmic

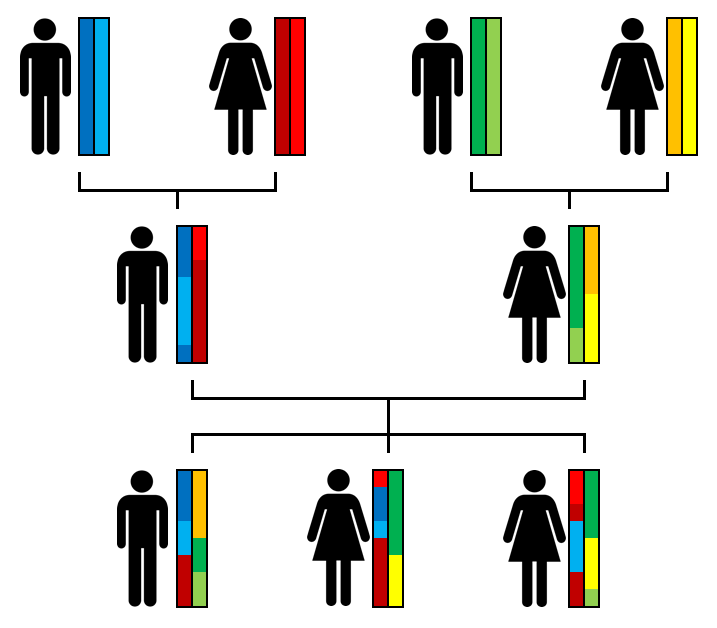
Cada parell de cromosomes homòlegs es recombina de forma aleatòria en passar a la següent generació, de manera que els autosomes es poden entendre com una suma de segments d'ADN provinents dels diferents avantpassats.

El genoma humà es compon de 23 parells de cromosomes que es troben al nucli de totes les cèl·lules. Cadascun d'aquests parells està format per dos cromosomes homòlegs: un cromosoma provinent del pare i un altre de la mare, de manera que un individu rep la meitat exacta del material genètic de cadascun dels seus progenitors. D'aquests 23 parells, els parells numerats de l'1 al 22 són els anomenats autosomes i es produeixen durant la meiosi en el procés de formació de l'òvul i l'espermatozoide, mitjançant un procés de fragmentació i recombinació aleatòria dels parells homòlegs corresponents. Així doncs, cadascun d'aquests cromosomes està format per segments heretats dels avis, paterns o materns segons el cas. No obstant, a causa del caràcter aleatori d'aquesta recombinació, la proporció de material genètic que l'individu rep dels seus avis és desigual. Per extensió, aquesta divergència entre les diferents branques s'accentua a mesura que es retrocedeix en termes de generacions, fins al punt que l'aportació genètica d'un determinat avantpassat a l'ADN d'un individu pot arribar a ser nul·la.

### Anàlisi del genoma
Malgrat que en els darrers anys el preu de la seqüenciació total del genoma s'ha situat per sota dels 500 USD (uns 450 €), l'anàlisi d'ADN autosòmic que s'empra habitualment en genealogia genètica és l'anomenat genotipatge de SNP (de l'anglès Single Nucleotide Polymorphism). Aquesta prova consisteix en el mostreig de centenars de milers de marcadors SNP (al voltant de 700.000) mitjançant un xip d'ADN. El resultat de l'anàlisi és una llista dels marcadors SNP amb llur posició física dins del genoma i els valors que presenten els dos al·lels.
| rsID       | cromosoma | posició   | al·lels |
| ---------- | --------- | --------- | ------- |
| rs73015950 | 3         | 8.694.819 | G G     |
| rs420867   | 3         | 8.696.316 | C T     |
| rs412508   | 3         | 8.702.963 | A G     |
| rs12634985 | 3         | 8.705.277 | G G     |
| rs11923971 | 3         | 8.711.696 | G T     |

Amb aquest tipus de resultat, però, és impossible saber a priori a quin cromosoma, patern o matern, correspon cada al·lel.

### Resultats

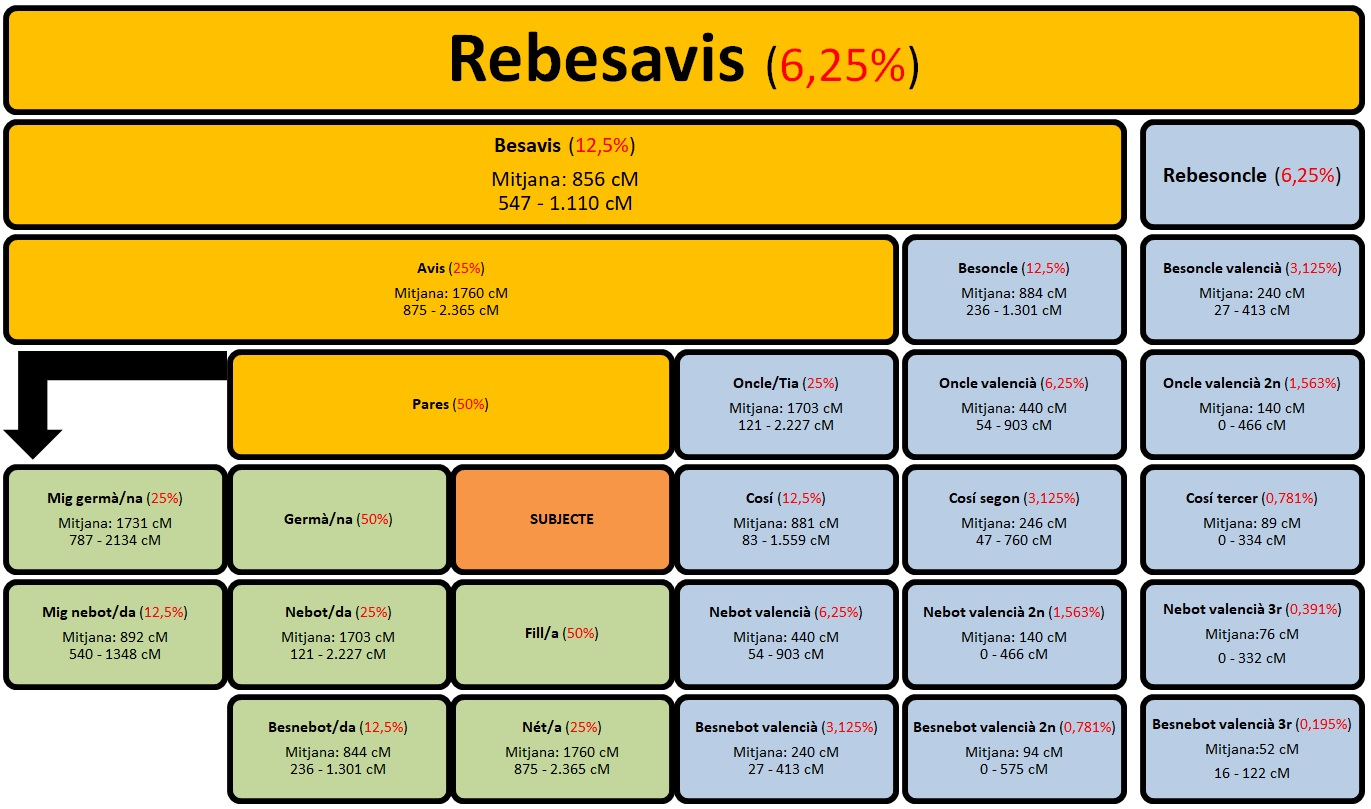
En aquest quadre de relacions familiars s'indica el percentatge d'ADN compartit amb parents de diferent grau (en vermell) i els valors mitjans i extrems expressants en cM.

La informació més important que s'obté en una prova d'ADN autosòmic són les coincidències amb d'altres individus. Tenint en compte que en cada procés de recombinació es produeix una fragmentació dels segments, es considera que dos individus tenen un avantpassat comú quan comparteixen almenys un segment d'ADN (entès com una successió de SNPs en una regió concreta del genoma) amb una longitud superior a un llindar establert pel laboratori d'anàlisi, ja que d'aquesta manera s'obvien els falsos positius deguts a l'atzar.
| cromosoma | posició inici | posició final | cM    | SNPs  |
| --------- | ------------- | ------------- | ----- | ----- |
| 6         | 26.689.853    | 33.053.075    | 3,22  | 6.500 |
| 8         | 4.811.516     | 13.229.696    | 12,38 | 2.959 |
| 15        | 95.600.275    | 99.751.548    | 10,93 | 1.537 |

A partir del nombre de segments i de llur longitud —expressada en centimorgans (cM)— es pot fer una estimació del grau de parentiu entre dos individus. A causa de la naturalesa aleatòria en la transmissió de l'ADN, en el cas de parents llunyans aquesta estimació és menys evident. De fet, a mesura que creix la distància generacional entre cosins, augmenta la possibilitat de no presentar coincidències.

### Cromosoma X
Les proves d'ADN autosòmic poden incloure els resultats de l'anàlisi del cromosoma X, que és juntament amb el cromosoma Y un dels dos cromosomes sexuals. Tant els homes com les dones reben un cromosoma X de la seva mare que, com en el cas dels autosomes, pot experimentar fenòmens de recombinació durant la formació de l'òvul. El pare, en canvi, només transmet el cromosoma X a les filles. Aquest trencament de la transmissió del cromosoma X entre pare i fill genera uns patrons de transmissió especials, que poden servir per reduir significativament les possibles línies ancestrals en comparació amb l'ADN autosòmic. Per exemple, una coincidència en el cromosoma X amb un home només pot venir del seu costat matern.
L'anàlisi del cromosoma X presenta un seguit de limitacions que cal tenir presents. D'una banda, rarament es produeix una recombinació del 50% dels cromosomes X dels avis materns, fins al cas extrem que aquesta recombinació pot no tenir lloc i que el cromosoma X provingui íntegrament d'un dels dos avis materns. Això dificulta enormement el càlcul del grau de parentiu tenint en compte només una coincidència en el cromosoma X. Per altra banda, la densitat de SNPs analitzats del cromosoma X és proporcionalment menor que en els autosomes i, en conseqüència, la probabilitat de reportar com a coincidents dos segments que en realitat no són iguals és més elevada.

### Estimació ètnica i biogeogràfica
Moltes empreses ofereixen també una estimació percentual de l'ètnia o regió d'origen, informació que s'obté per comparació de marcadors de l'ADN autosòmic amb diferents grups de referència de les respectives regions o ètnies. Malgrat que l'objectiu d'aquestes proves és determinar l'origen geogràfic dels avantpassats de l'individu en un lapse de temps genealògicament rellevant (entre 500 i 1.000 anys), per raons pràctiques els grups de referència estan formats generalment per mostres d'individus actuals, els quatre avis dels quals també siguin originaris d'aquesta regió. D'aquesta manera, es pot assumir que els grups de referència emprats en el càlcul són realment representatius d'una determinada regió. Cal tenir present, doncs, que aquestes estimacions expressen el grau de similitud genètica entre la mostra d'ADN i poblacions de referència actuals.
La fiabilitat d'aquests càlculs està condicionada principalment per dos grups de factors: els relatius al model de càlcul i els que es deriven del caràcter aleatori en la transmissió de l'ADN. Per norma general, com més específiques són les regions menys precís és el resultat; en conseqüència, els resultats a nivell continental són precisos mentre que les afirmacions més específiques (a nivell d'estats moderns, per exemple) poden resultar incorrectes. Relacionat amb això, també és important la qualitat i representativitat dels grups de referència, així com el nombre i el valor informatiu dels marcadors analitzats o l'algorisme de càlcul emprat; per exemple, els europeus acostumen a rebre una proporció exagerada d'ascendència escandinava. Per altra banda, la naturalesa aleatòria de la recombinació dels autosomes pot causar que un individu hagi heretat una proporció més elevada d'una branca familiar que d'una altra, fins al punt que és possible observar diferències entre els resultats de dos germans, malgrat tenir els mateixos avantpassats. A mesura que les empreses que ofereixen aquest servei han anat actualitzant les bases de dades i els algorismes per al càlcul, la precisió ha millorat en gran manera. Aquestes actualitzacions també poden haver comportat modificacions en els resultats de l'interessat.

## Cromosoma Y i llinatge patern

El cromosoma Y es transmet de forma directa del pare als fills mascles, la qual cosa permet resseguir la línia masculina d'un individu.

El 23è parell de cromosomes del genoma humà està constituït pels cromosomes sexuals: XY en cas dels homes i XX en el cas de les dones, de manera que la presència o absència del cromosoma Y és el que determina si l'individu és mascle o femella, respectivament. La transmissió del cromosoma Y es produeix del pare cap als fills mascles i només experimenta fenòmens de recombinació amb el cromosoma X als extrems dels cromosomes durant la formació de l'espermatozoide, mentre que la regió no recombinant (NRY) és la majoritària. Així doncs, el cromosoma Y es transmet de forma pràcticament íntegra al llarg de la línia masculina d'un individu, de manera que en permet traçar el llinatge patern.
Durant el procés de replicació, es poden produir alteracions en la seqüència del cromosoma Y que es transmeten i s'acumulen al llarg de les generacions. Aquestes mutacions, conegudes com a marcadors de l'ADN, permeten distingir entre diferents tipus de cromosoma Y. Els marcadors principals del cromosoma Y són els microsatèl·lits (STR) i els marcadors binaris (SNP).

### Marcadors SNP i haplogrups
Un polimorfisme de nucleòtids simples (SNP, de l'anglès Single Nucleotid Polymorphism) és el canvi d'un únic nucleòtid en un punt concret de la seqüència d'ADN. Algunes d'aquestes mutacions es consideren esdeveniments únics en l'evolució humana, ja que es produeixen a un ritme extremadament lent.

Les similituds i diferències entre cromosomes Y permet definir diferents haplogrups i relacionar-los entre ells per tal de construir-ne l'arbre filogenètic

Les diferències observades entre les seqüències del cromosoma Y permet agrupar-les en els diferents haplogrups i relacionar-les entre elles per formar un arbre filogenètic. Cadascuna de les branques d'aquest "arbre genealògic" correspon a un d'aquests haplogrups i representa una mutació puntual en la seqüència del cromosoma Y. Alhora, les diferents branques descendeixen d'un mateix home, anomenat Adam cromosòmic i que va viure probablement entre fa 60.000 i 100.000 anys a Àfrica. La distribució geogràfica dels diferents haplogrups arreu del planeta ha permès resseguir l'expansió de la humanitat al llarg de la història, des de la seva sortida d'Àfrica.
Tot i que la major part d'haplogrups es van formar fa milers d'anys, algunes mutacions s'han produït en els darrers segles, donant lloc a branques menors, anomenades "SNPs familiars", que s'ajusten dins del marc temporal genealògic.

### Marcadors STR
L'anàlisi comparativa del cromosoma Y més comuna és mitjançant els marcadors STR (de l'anglès Short Tandem Repeat), que consisteixen en la repetició d'un patró curt (entre 2 i 6 bases) en una secció concreta del cromosoma, essent el nombre de repeticions d'aquest patró el valor del marcador en qüestió. Per exemple, la seqüència GTATGTATGTAT està formada per la repetició del patró GTAT tres vegades, per la qual cosa aquest marcador tindria un valor de 3.
Els marcadors STR muten de forma aleatòria i amb relativa freqüència al llarg de les generacions, ja sigui augmentant o disminuint el seu valor. Una comparació entre els resultats de dos individus permet una estimació del parentiu en termes d'anys o generacions. A mesura que s'augmenta el nombre de marcadors analitzats (habitualment entre 12 i 111), disminueix la possibilitat de tenir coincidències aleatòries i, en conseqüència, les coincidències es poden considerar rellevants des del punt de vista genealògic.
El 2011, els laboratoris comercials recomanaven provar almenys 25 marcadors STR, ja que els resultats seran més discriminants i eficients com més marcadors es provin. Una prova de 12 marcadors de STR no sol ser prou discriminatòria per proporcionar conclusions sobre un cognom comunament utilitzat. Family Tree DNA, per exemple, ofereix l'opció de provar 37, 67 o 111 marcadors del cromosoma Y.
Mitjançant l'anàlisi dels marcadors STR es pot fer una estimació de l'haplogrup, per similitud amb el respectiu haplotip modal. Tanmateix, per tal de confirmar i concretar la posició dins de l'arbre filogenètic és necessari un estudi detallat de marcadors SNP.

### Cromosoma Y i cognoms
En les societats on el nom familiar es transmet a través del pare cap als fills, es pot establir un paral·lelisme entre aquest marcador social i el marcador biològic que representa el cromosoma Y. L'estudi del cromosoma Y permet doncs resseguir un cognom fins al seu origen, establir si aquest procedeix d'un o de diferents fundadors i, en conseqüència, determinar si dos individus portadors del mateix cognom descendeixen per la línia masculina d'un mateix avantpassat. Aquest paral·lelisme, però, es pot trencar per un seguit de circumstàncies, com poden ser les falses paternitats, les adopcions o la transmissió del cognom matern.
Des de les primeres publicacions suggerint i demostrant la relació entre el cromosoma Y i els cognoms, han estat diversos els treballs publicats en aquest sentit amb un impacte notable. En són exemples l'estudi de l'any 2000 sobre el cognom Sykes al Regne Unit, o l'estudi sobre la descendència del 3r president dels Estats Units, Thomas Jefferson, amb la seva esclava Sally Hemings, publicat dos anys abans. A nivell dels Països Catalans, convé destacar el treball publicat per un grup d'investigadors de l'Institut de Biologia Evolutiva de la Universitat Pompeu Fabra l'any 2015, en el qual s'estudiava l'origen de 50 cognoms d'origen català amb diverses etimologies (patronímics, oficis, geogràfics, etc.) i diferents nivells de freqüència.

## ADN mitocondrial i llinatge matern

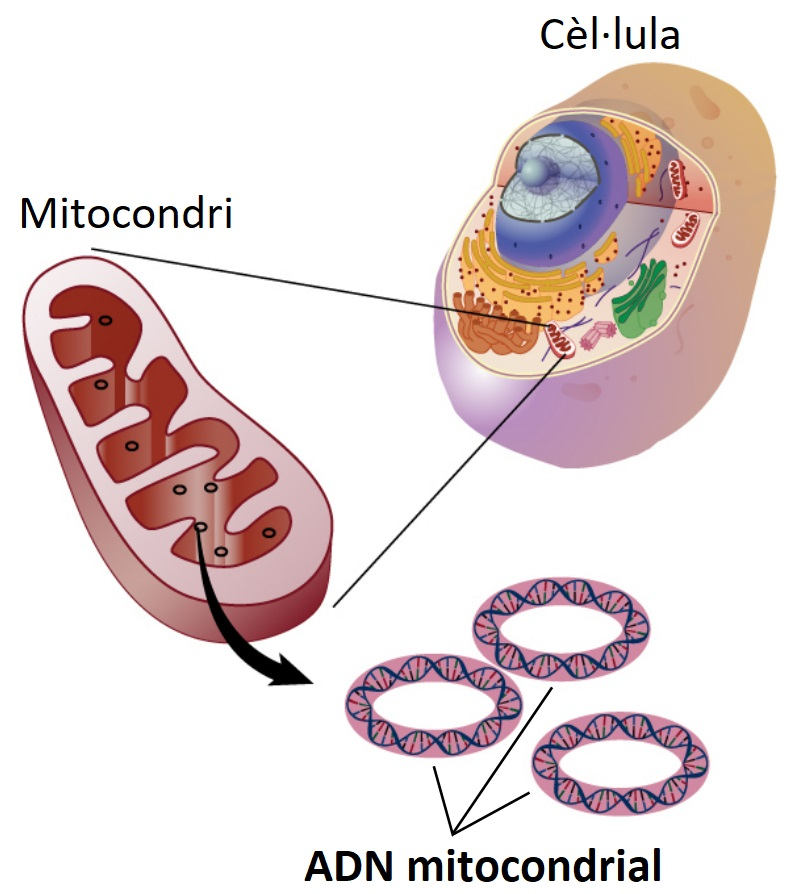
L'ADN mitocondrial és el petit cromosoma circular que es troba a l'interior dels mitocondris. A aquests orgànuls que es troben a les cèl·lules sovint se'ls ha descrit com plantes d'energia cel·lular, ja que exerceixen aquesta funció.

L'ADN mitocondrial (ADNmt) és la seqüència d'ADN que es troba als mitocondris, en contraposició a la resta d'ADN que es troba al nucli cel·lular. Consisteix en una cadena circular d'una llargada aproximada de 16.569 parells de bases, molt per sota dels 3.200 milions de parells de bases del genoma humà, i conté uns 37 gens, la major part dels quals estan implicats en processos de respiració cel·lular.
Per convenció, l'ADNmt es divideix en tres regions: la regió codificant (00577-16023) i dues regions de control hipervariables (HVR1 [16024-16569] i HVR2 [00001-00576]). Les regions hipervariables experimenten mutacions de forma relativament freqüent i tradicionalment han estat seqüenciades en les anàlisis d'ADNmt de baixa resolució. A mesura que el preu d'aquestes seqüenciacions ha disminuït s'ha popularitzat l'anàlisi de la seqüència completa d'ADNmt, que ofereix més informació de l'origen ancestral i una major precisió en les coincidències. No obstant, hi ha una certa controvèrsia en el fet que l'anàlisi de la regió codificant pot revelar informació mèdica de l'individu.
Els resultats de l'anàlisi de l'ADNmt es comparen amb una seqüència de referència i s'expressen com a diferències respecte d'aquesta seqüència. La primera en ser publicada va ser la Seqüència de Referència de Cambridge (CRS) l'any 1981. El posterior descobriment d'alguns errors en la seqüenciació original va propiciar-ne una revisió, publicada l'any 1999 i anomenada Seqüència de Referència de Cambridge revisada (rCRS). Tenint en compte que la rCRS es basa en l'anàlisi de l'ADNmt d'un únic individu (una dona europea), l'any 2012 es va publicar la Seqüència de Referència de Sàpiens Reconstruïda (RSRS, per les seves sigles en anglès). Aquesta seqüència es basa en l'estudi de mostres d'humans moderns d'arreu del món però també de mostres provinents d'homínids antics i pretén emular un únic genoma ancestral per a tots els humans vivents. D'aquesta manera, un nombre més gran de diferències respecte de la seqüència de referència reflecteix de forma més fidedigna les mutacions experimentades al llarg de les successives generacions. Existeix cert debat acadèmic al voltant de la seqüència de referència a utilitzar. Family Tree DNA, per exemple, expressa els seus resultats d'ADNmt en els dos sistemes de referència.

L'ADN mitocondrial es transmet a la descendència íntegrament per via materna.

En la major part dels organismes pluricel·lulars, inclosos els humans, la transmissió de l'ADNmt es produeix de forma directa de la mare als fills, a través de l'òvul, sense experimentar fenòmens de recombinació. Això permet traçar l'ascendència materna i determinar si dos individus descendeixen per via materna d'una mateixa avantpassada, malgrat que sovint és difícil determinar si aquesta va viure en una època recent o uns milers d'anys enrere.
Les línies maternes venen definides per les mutacions que s'han anat produint en la seqüència d'ADNmt al llarg de les successives generacions. Els haplogrups mitocondrials definits per aquestes mutacions s'agrupen per formar un arbre filogenètic de l'ADNmt, de forma anàloga al cas del cromosoma Y. En aquest cas, les diferents branques convergeixen en una avantpassada comuna anomenada Eva mitocondrial, que hauria viscut a Àfrica fa uns 200.000 anys.
També de forma anàloga al cas del cromosoma Y, la relació entre els diferents haplogrups i la seva distribució geogràfica permet inferir com van tenir lloc les migracions humanes prehistòriques i de quina manera la van portar a dispersar-se des d'Àfrica cap a la resta del planeta.
Pel que fa als haplogrups europeus, el genetista humà Bryan Sykes afirma que existeixen set llinatges mitocondrials pels europeus moderns, tot i que d'altres investigadors estimen que n'hi ha onze o dotze. Al seu llibre Les set filles d'Eva, Sykes defineix els haplogrups V, H, T, C, U, X i J com els descendents de set dones anomenades, respectivament, Velda, Helena, Tara, Catrine, Úrsula, Xènia i Jasmine, que van viure en diferents regions d'Europa i períodes històrics compresos entre els 10.000 i 45.000 anys enrere.

## Anàlisi comercial de l'ADN

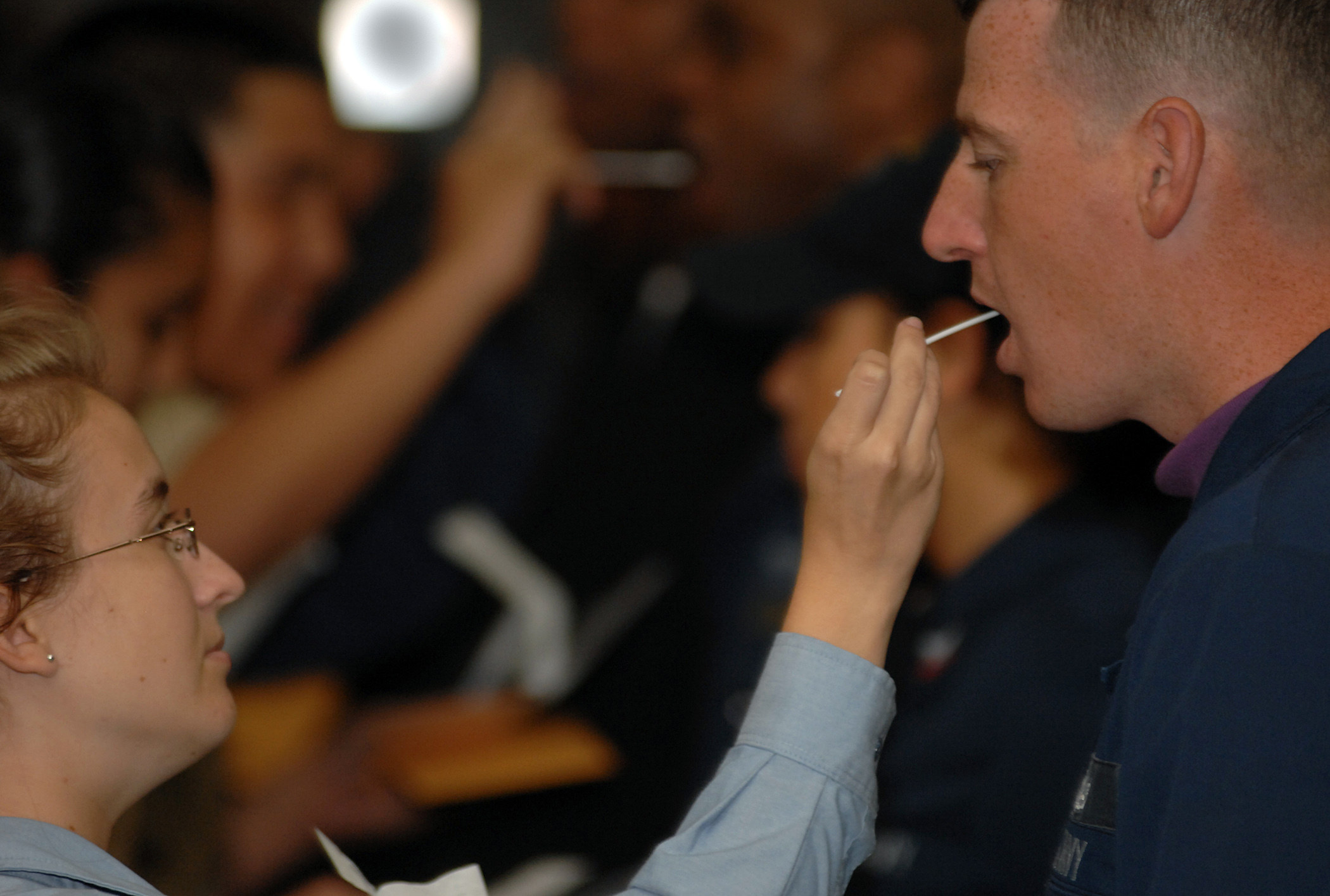
L'anàlisi d'ADN s'acostuma a realitzar sobre mostres de saliva o amb el raspat amb un hisop de la part interior de la galta.

En l'actualitat, els principals laboratoris ofereixen proves d'ADN amb finalitats genealògiques a preus relativament assequibles, per sota dels 100 dòlars (85 €) segons el tipus d'anàlisi. Això ha fet que en els darrers anys molta gent hagi encarregat algun tipus d'anàlisi d'ADN. Es calcula que al final de 2017 més de dotze milions de persones d'arreu del món s'havien realitzat aquest tipus de proves.

### Principals laboratoris
Per nombre d'usuaris, els tres principals competidors en el mercat de l'anàlisi d'ADN amb finalitats genealògiques són Ancestry.com, 23andMe i Family Tree DNA. Aquests laboratoris permeten posar-se en contacte, d'una manera o altra, amb aquelles persones de les respectives bases de dades amb les quals presenten coincidències, per tal de facilitar l'intercanvi d'informació genealògica.
Ancestry.com té una de les bases de dades més gran del mercat. Ofereix l'anàlisi de l'ADN autosòmic i una estimació dels haplogrups del cromosoma Y i mitocondrial.
Igual que l'anterior, 23andMe realitza l'anàlisi d'ADN autosòmic i proporciona una estimació dels haplogrups del cromosoma Y i mitocondrial. L'enfocament dels resultats, però, està més orientat a qüestions de salut.
Family Tree DNA està especialitzada en l'anàlisi del cromosoma Y i de l'ADN mitocondrial, encara que també realitza l'anàlisi de l'ADN autosòmic i fins i tot en permet la importació de les dades primàries des d'altres laboratoris. Per a l'estudi del llinatge patern ofereix l'avaluació de 37, 67 o 111 marcadors STR i l'anàlisi de SNPs concrets. A més, ofereix la possibilitat d'analitzar la seqüència completa del cromosoma Y amb l'objectiu d'identificar noves mutacions. Per al llinatge matern, ofereix o bé l'anàlisi de les dues regions hipervariables (HVR1 i HVR2) o bé la seqüenciació completa de l'ADN mitocondrial.
A finals del 2016, l'empresa israeliana de genealogia MyHeritage es va afegir a la llista de proveïdors de serveis de genealogia genètica amb l'anàlisi d'ADN autosòmic.
Malgrat que cada laboratori manté la seva pròpia base de dades amb els resultats obtinguts dels seus clients, algunes companyies permeten carregar les dades genètiques obtingudes en d'altres companyies. Per exemple, Family Tree DNA o MyHeritage accepten els resultats de l'ADN autosòmic obtinguts a Ancestry o 23andMe. D'aquesta manera, hom pot comparar els seus resultats també amb les bases de dades d'altres companyies i augmentar així les possibilitats de trobar noves coincidències genètiques.

### Bases de dades externes
A banda de les bases de dades que mantenen els diferents laboratoris, existeixen bases de dades genètiques independents que permeten carregar-hi la informació genètica des de les diferents companyies i que compten amb un seguit d'eines per extreure'n informació. La més coneguda és GEDmatch, que compta amb una extensa base de dades i nombroses eines, entre les quals hi ha diverses calculadores d'etnicitat o la possibilitat de buscar coincidències en un segment específic del genoma.

## Altres usos
A banda de ser una eina més en la recerca genealògica, la popularització de les anàlisis d'ADN ha obert la porta a d'altres usos que, en alguns casos, han anat acompanyats de polèmica sobretot per qüestions relatives a la privadesa.

### Investigació policial
La genealogia genètica es pot emprar durant una investigació policial per fer un seguiment dels autors de delictes violents com per exemple un assassinat o una agressió sexual, així com també per identificar persones mortes. Inicialment, els llocs de genealogia genètica GEDmatch i Family Tree DNA permetien fer ús de les seves bases de dades a les autoritats policials i judicials per a fer proves d'ADN per a casos de delictes violents i investigació de genealogia genètica sota petició judicial. Aquesta tècnica de genealogia genètica investigadora o forense es va fer popular després de l'arrest del presumpte assassí de Golden State el 2018, però ha rebut una resposta negativa per part d'experts en privacitat. Tanmateix, al maig del 2019, GEDmatch va fer més restrictives les seves normes de privacitat reduint així l'incentiu que les autoritats policials i judicials utilitzessin el seu lloc. Altres llocs com Ancestry.com i 23andMe tenen polítiques de dades que diuen que no permetrien que les dades dels seus clients s'utilitzessin per a la resolució de delictes sense ordre judicial, ja que creuen que violaria la intimitat dels usuaris.

### Recerca dels pares biològics
En els casos en els quals es desconeix la identitat dels avantpassats recents (pares o avis) es pot recórrer a l'ús de la genealogia genètica per tal d'identificar els progenitors genètics. L'anàlisi de l'ADN autosòmic pot permetre trobar parents propers i en el cas dels homes, a més, l'anàlisi del cromosoma Y pot proporcionar un o diversos cognoms potencials. El cas més comú és el dels adoptats, però també pot ser utilitzat a l'hora d'identificar els pares de nens robats, segrestats, intercanviats, o bé els progenitors de nens nascuts per mitjà d'inseminació artificial.
Aquestes recerques, no obstant, acostumen a anar acompanyades de consideracions ètiques importants. És el cas dels donants d'esperma o òvuls, l'anonimat dels quals es pot veure compromès si la seva descendència biològica decideix investigar els seus orígens a través d'una anàlisi genètica. També cal tenir en compte que gairebé mai és el progenitor directe qui ha realitzat la prova d'ADN i es troba a la base de dades, sinó que acostuma a tractar-se d'un parent (més o menys proper) que també comparteix material genètic amb l'investigador. Des d'aquest punt de vista, és important considerar les implicacions ètiques que això comporta, com poden ser les obligacions d'aquest parent amb l'investigador o amb la seva família.

### Informació mèdica
S'ha demostrat que certes variants genètiques específiques en el codi genètic tenen forts efectes predictius en l'aparició de malalties, com els gens mutants BRCA1 i BRCA2 en el càncer de mama i el càncer d'ovari, o el gen eFAD en la malaltia d'Alzheimer.
Les regulacions legals, com la Llei de No-Discriminació d'Informació Genètica (GINA, per les seves sigles en anglès) de 2008 als Estats Units, han estat creades per tal d'impedir que les empreses o proveïdors d'assegurança sanitària puguin sol·licitar o utilitzar la informació genètica individual com a base de discriminació genètica, malgrat que aquesta protecció no s'estén a altres formes d'assegurança com ara l'assegurança de vida.